# Ragnhild Sigurdsdottir

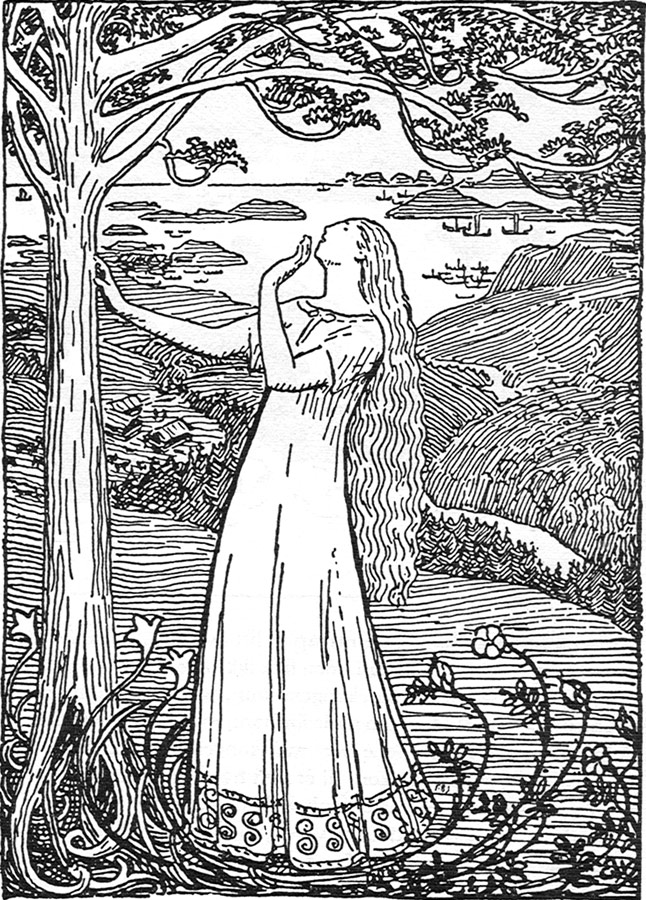
Ragnhild in ihrem Traum

Ragnhild Sigurdsdottir (Ragnhild Sigurðardóttir) war die Frau Halvdans des Schwarzen (Halvdan Svarte; Hálfdan svarti) und Mutter von Harald I. Hårfagri.
Von ihr berichtet die Heimskringla lediglich einen berühmt gewordenen Traum:
Es kam ihr vor, als stehe sie in ihrem Garten. Da glaubte sie, einen Schnallen-Dorn aus ihrem Hemd zu ziehen. Während sie ihn noch in der Hand hielt, wuchs dieser so, dass alsbald ein mächtiger Baumschössling daraus wurde. Das eine Ende erstreckte sich in die Erde und schlug dort feste Wurzel. Zugleich ragte das andere Ende bereits in die Luft. Der Baum war alsbald so groß, dass sie kaum zur Spitze sehen konnte. Da zu war er ausnehmend stark. Der unterste Teil war blutrot, weiter ober war er schön grün, noch weiter oben im Geäst war er schneeweiß. Der Baum hatte oben wie unten viele große Äste. Die Äste waren so groß, dass sie sich über ganz Norwegen und darüber hinaus auszudehnen schienen.
Später lässt die Heimskringla nach der Schilderung des Begräbnisses Haralds diesen Traum deuten. „Kluge Männer versichern, dass Harald Hårfagre der schönste, stärkste und mächtigste aller Männer gewesen sei; außerdem freigebig und freundschaftlich gegenüber seinen Mannen. In seiner Jugend sei er ein großer Krieger gewesen, und alle glauben, dass auf ihn der große Baum hingewiesen habe, von dem seine Mutter geträumt hatte, da sein unterster Teil rot wie Blut gewesen sei. Dass der mittlere Teil schön grün gewesen sei, damit sei die Blüte des Reiches gemeint gewesen. Dass der Wipfel des Baumes weiß gewesen sei, weise darauf hin, dass ihm ein hohes Alter beschieden gewesen sei. Die vielen Äste hätten auf sein Geschlecht hingewiesen, das sich über das ganze Land ausbreiten sollte. Denn die Könige Norwegens stammten seitdem immer von Halrald Hårfagre ab.“
| Personendaten    | Personendaten               |
| ---------------- | --------------------------- |
| NAME             | Sigurdsdottir, Ragnhild     |
| ALTERNATIVNAMEN  | Sigurðardóttir, Ragnhild    |
| KURZBESCHREIBUNG | Frau Halvdans des Schwarzen |
| GEBURTSDATUM     | 9. Jahrhundert              |
| STERBEDATUM      | 9. Jahrhundert              |